# Arthur J. Jefferson
Pour les articles homonymes, voir Jefferson.
Arthur J. Jefferson né le 21 janvier 1862 à Lichfield, Staffordshire, mort le 15 janvier 1949 à Barkston est un acteur anglais, administrateur de théâtre. Il est le père de Stan Laurel.

## Biographie
Arthur J. Jefferson, né le 21 janvier 1862 à Lichfield dans le Staffordshire. Il a été marié à deux reprises, son premier mariage avec l'actrice Margaret Metcalfe s'est terminé en 1908 avec la mort de celle-ci. Ils ont eu cinq enfants, Gordon Jefferson, Arthur Stanley Jefferson (dit Stan Laurel), Beatrice Jefferson, Sydney Jefferson, et Edward Jefferson. Il était acteur de théâtre et de music-hall, et a inspiré plusieurs sketchs de Laurel et Hardy.
Il meurt le 30 août 1949 en Angleterre.

## Théâtre
- Home from the Honeymoon, sketch ayant inspiré le scénario du film Drôles de locataires (Another Fine Mess) de James Parrott avec Laurel et Hardy
- Duck Soup, sketch ayant inspiré le scénario du film Maison à louer de Fred Guiol avec Laurel et Hardy